# World Indoor Meetings
Ne doit pas être confondu avec IAAF World Indoor Tour.
Le World Indoor Meetings était une série de meetings d'athlétisme en salle organisée par l'Association internationale des fédérations d'athlétisme (IAAF). Il est remplacé à partir de 2016 par le Circuit mondial en salle de l'IAAF (IAAF World Indoor Tour).

## Meetings

### Meetings en 2015
| Meeting                       | Salle                       | Ville      | Pays        |
| ----------------------------- | --------------------------- | ---------- | ----------- |
| Weltklasse in Karlsruhe       | Europahalle                 | Karlsruhe  | Allemagne   |
| Russian Winter                | CSKA Arena                  | Moscou     | Russie      |
| New Balance Indoor Grand Prix | RLTAC                       | Roxbury    | USA         |
| Indoor Flanders Meeting       | Flanders Sports Arena       | Gand       | Belgique    |
| Birmingham Indoor Grand Prix  | National Indoor Arena       | Birmingham | Royaume-Uni |
| XL Galan                      | Ericsson Globe              | Stockholm  | Suède       |
| Sparkassen-Cup                | Hanns-Martin-Schleyer-Halle | Stuttgart  | Allemagne   |
| Meeting du Pas-de-Calais      | Stade Couvert Régional      | Liévin     | France      |

### Anciens meetings
| Meeting                            | Salle                        | Ville    | Pays       |
| ---------------------------------- | ---------------------------- | -------- | ---------- |
| Millrose Games                     | MSG                          | New York | États-Unis |
| Athina                             | Peace and Friendship Stadium | Athènes  | Grèce      |
| Reunión Internacional de Atletismo | Luis Puig Palace             | Valence  | Espagne    |